# Hermonassa orphnina
Hermonassa orphnina är en fjärilsart som beskrevs av Charles Boursin 1967. Hermonassa orphnina ingår i släktet Hermonassa och familjen nattflyn. Inga underarter finns listade i Catalogue of Life.